# Top Game
Top Game é um videogame brasileiro fabricado pela CCE, a partir de 1989. Ele era um clone do hardware do Nintendo Famicom, versão japonesa do console ou NES versão americana do console. A Nintendo lançou o Famicom em 1983 no mercado japonês e o NES em 1985 no mercado americano. Como a Nintendo não se interessou pelo mercado Brasileiro naquele momento, nem para fabricar e nem para licenciar, alguns fabricantes resolveram clonar o seu hardware, e a CCE acabou por fabricar o Top Game. Ele teve três versões conhecidas sendo VG-8000, VG-9000 e VG-9000T também conhecido como Turbogame.
A Versão VG-8000, provavelmente teve seu design inspirado no console da Sega o SG-1000 devido as semelhanças, e só tinha o slot para cartuchos no formato japonês de 60 pinos. Seus controles tambem eram muito parecidos com o SG-1000. Mas, para o player 1, foram adicionados os botões START e SELECT, e eles não soltavam do console. Sua conexão com a TV era feita por RF, saindo um cabo coaxial do console e convertido com uma espécie de "baloon sem chave seletora" para o fio chato de antena com terminais tipo gancho muito comum para conexão das TV's da época. o Cartucho que acompanhava esta versão continha o jogo Super Mario Bros. 
A versão VG-9000 manteve o design anterior do console e foi adicionado um recurso chamado de "Double System", que agora além do slot de 60 pinos para encaixar cartuchos no formato japonês, trouxe o slot de 72 pinos para encaixar cartuchos no formato americano. Para isto o console contava com uma tampa que deslizava para hora mostrar o slot de 60 pinos ou hora o de 72 pinos. Além disto, foi adicionado, na parte traseira do console, uma saída de vídeo composto mais uma saída de áudio, Nesta versão também era possível soltar os controles do console, pois no console foi adicionado um conector do tipo DB9 macho e na ponta do cabo dos controles um plug DB9 fêmea. Tanto o esquema elétrico quanto os conectores dos controles e console, eram compatíveis com o de outros clones do Nes mais famosos da época em solo Brasileiro tais como o Phantom System, Dynavison 2, Hi-TopGame, podendo assim serem usados controles de outros consoles nele. Os controles do VG-9000 também tiveram seu design modificado para um formato parecido com o Famicom/NES original, cujo controles não mais se seguravam na vertical, mas sim na horizontal, sendo que o direcional agora era um DPAD semelhante a um + e não mais uma espécie de minimanche. o Cartucho que acompanhava esta versão costumava ser o jogo Tiger Heli.
A versão VG-9000T Também conhecida como Turbogame manteve todas as características da versão VG-9000 sendo modificado somente o nome, e teve seu controle modificado para um formato semelhante ao controle do Mega Drive so que de cabeça para baixo, além disto foram adicionados os botões A e B com função turbo.